# Pađene
Pađene är en ort i Kroatien.   Den ligger i länet Šibenik-Knins län, i den södra delen av landet, 190 km söder om huvudstaden Zagreb. Pađene ligger 376 meter över havet och antalet invånare är 175.
Terrängen runt Pađene är kuperad åt nordost, men åt sydväst är den platt. Terrängen runt Pađene sluttar söderut. Runt Pađene är det glesbefolkat, med 9 invånare per kvadratkilometer. Närmaste större samhälle är Knin, 6,7 km sydost om Pađene. Omgivningarna runt Pađene är en mosaik av jordbruksmark och naturlig växtlighet.